# Arshaluys
Arshaluys (in armeno Արշալույս?, fino al 1935 Kyorpalu) è un comune dell'Armenia di 4 117 abitanti (2008) della provincia di Armavir. Due chilometri a sud si trova il santuario di San Karapet del XIV e XVIII secolo, un tempo luogo di pellegrinaggio.